# ナンディ国際空港
ナンディ国際空港（ナンディこくさいくうこう、Nadi International Airport）は、フィジーのナンディに位置する同国最大の空港である。

## 概要
第二次世界大戦においてナンディ空港はアメリカへ逆レンドリースされた。1943年4月、プオンブー近くのプレンヌ・デ・ガイアック飛行場からミッドウェー海戦で勇敢にも壊滅的損害を出したことで知られる第69、第70爆撃機中隊を再編した第42爆撃航空団が配備された。一時期、ガダルカナル島の戦いに加わるため、カーニー飛行場へ進出することもあったが、B-26爆撃機からB-25 ミッチェル爆撃機へ機種転換するため、同年12月にアメリカ本土のグリーンビルへと戻っている。
80年代後半まで日本航空が東京/成田発オークランド線の経由地として就航していたが、寄港を中止。後にオークランド線自体も運休となった。その後、エア・パシフィック航空（現・フィジー・エアウェイズ）による東京/成田線、大阪／関西線を就航させていたが、運休となった。しかし、フィジー・エアウェイズにより2018年7月3日に、東京/成田線が再開した。フィジーで最も多くの旅客機が離着陸する同国最大の空港である。

## 就航路線

### 国際線

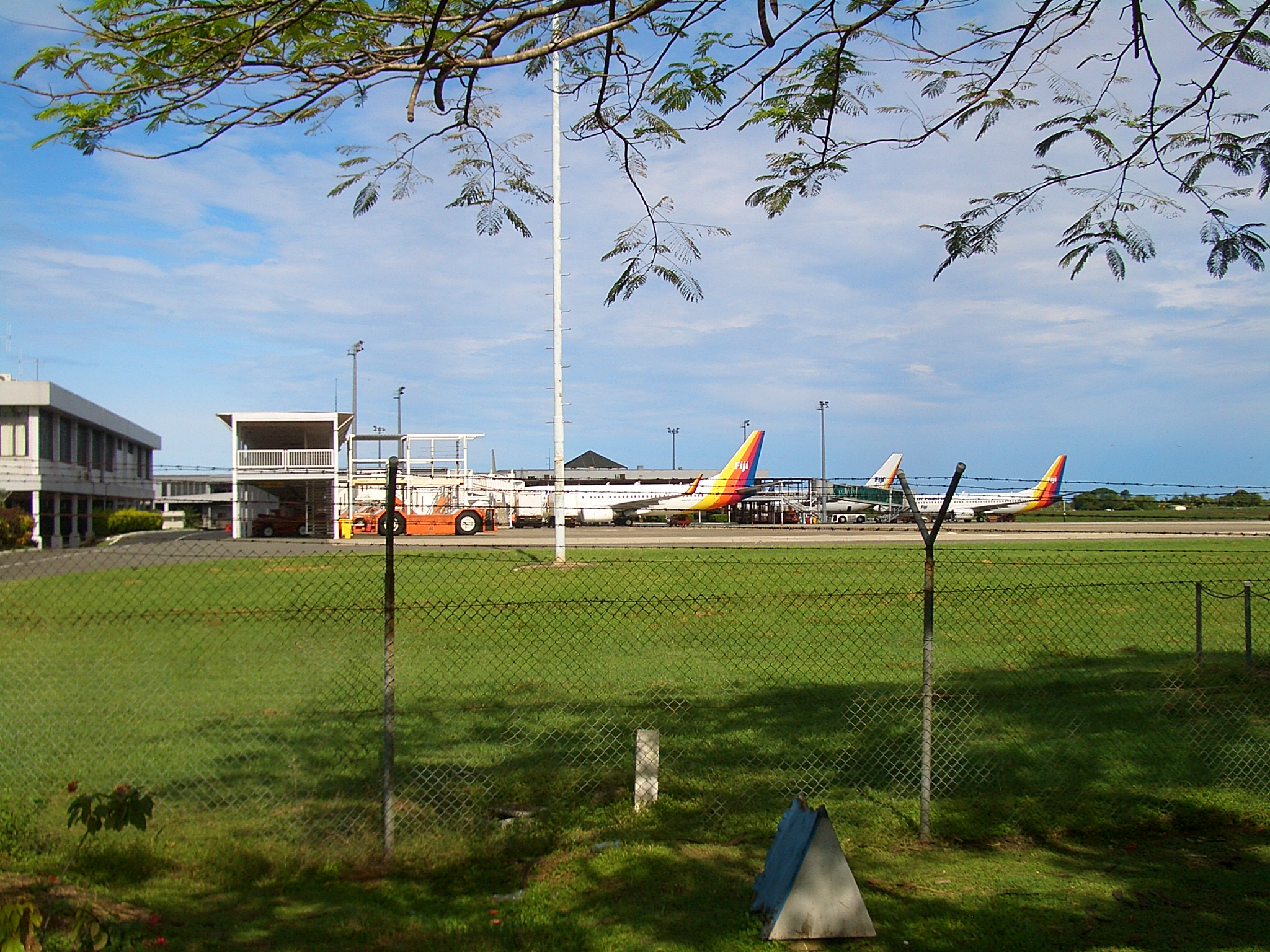
ナンディ国際空港 （2007年12月6日 撮影）

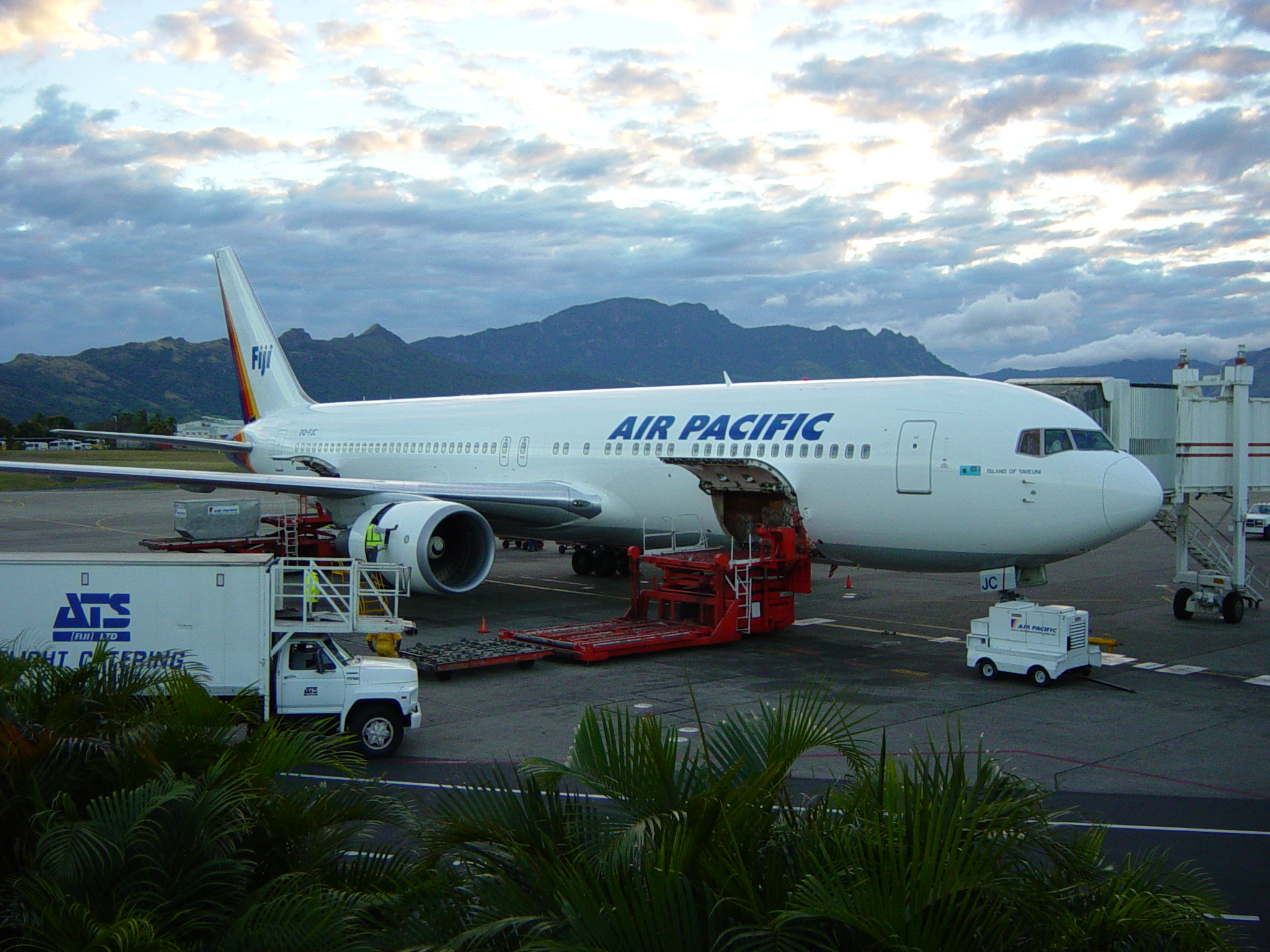
待機中の航空機 （2003年6月13日 撮影）

| 航空会社                       | 就航地 |
| ------------------------------ | --- |
| フィジー・エアウェイズ         | 日本: 東京/成田 メラネシア : ホニアラ（ポートビラ経由）、ポートビラ ポリネシア : ホノルル（一部の便はアピアもしくはキリスィマスィ島経由）、キリスィマスィ島、アピア、フナフティ、ヌクアロファ、オークランド、クライストチャーチ、ウェリントン ミクロネシア : タラワ オーストラリア : ブリスベン、メルボルン、シドニー アジア : 香港、シンガポール 北アメリカ : ロサンゼルス、サンフランシスコ |
| エアカラン                     | ヌメア、ウォリス島 |
| キリバス航空 運航は ナウル航空 | タラワ |
| ニュージーランド航空           | オークランド |
| ニューギニア航空               | ホニアラ、ポートモレスビー（ホニアラ経由、2019年9月から直行便就航予定） |
| バヌアツ航空                   | ポートビラ |
| ジェットスター航空             | シドニー |
| ナウル航空                     | ナウル |
| ソロモン航空                   | ホニアラ |
| ヴァージン・オーストラリア     | ブリスベン、メルボルン、シドニー |

### 国内線
| 航空会社                                     | 就航地                                                       |
| -------------------------------------------- | ------------------------------------------------------------ |
| フィジー・エアウェイズ 運航は フィジーリンク | カンダブ、ランバサ、マナ島、ロツマ、サブサブ、スバ、タベウニ |

### 旅客便就航都市一覧
フィジー国内
- カンダブ島、ランバサ、マナ島（英語版）、ロツマ島、サブサブ、スバ、タベウニ島

メラネシア
- ニューカレドニア : ヌメア
- バヌアツ : ポートビラ
- ソロモン諸島 : ホニアラ
- パプアニューギニア : ポートモレスビー

ポリネシア
- ニュージーランド : オークランド、クライストチャーチ、ウェリントン
- トンガ : ヌクアロファ
- サモア : アピア
- ウォリス・フツナ : ウォリス島
- ツバル : フナフティ
- キリバス : キリスィマスィ島
- アメリカ合衆国 : ホノルル

ミクロネシア
- キリバス : タラワ
- ナウル : ナウル

オーストラリア
- オーストラリア : ブリスベン、シドニー、メルボルン

北アメリカ
- アメリカ合衆国 : ロサンゼルス、サンフランシスコ

アジア
- 香港
- 日本 : 東京/成田
- シンガポール

### 過去に就航していた航空会社
- 日本航空 : 東京/成田、オークランド
- ポリネシアン航空 : アピア
- パシフィック・ブルー（ヴァージン・オーストラリア子会社） : ブリスベン、シドニー
- カンタス航空 : ブリスベン、メルボルン、シドニー
- コンチネンタル航空 : ホノルル、グアム
- フィジー航空（2009年5月1日運航休止のち倒産） : ランバサ、 マロロライライ、マナ島、サブサブ、スバ、タベウニ

## 交通
フィジーの主力空港だが、首都スバから約120km離れている。